# Harlan County, USA
Harlan County, USA is een Amerikaanse documentaire uit 1976 geregisseerd door Barbara Kopple.

## Inhoud
De film laat een staking zien in Harlan County (Kentucky) gefilmd vanuit het oogpunt van de stakers. Kopple, een vakbondsadvocaat, volgde enkele jaren een groep arbeiders met hun familie tijdens de protesten tegen de commissie van de Duke Power Plant. De film laat veel choquerende beelden zien zoals doodzieke mensen op hun sterfbed en een zichtbare poging tot moord.

## Prijzen
De film won de Oscar voor de beste lange documentaire en werd in 1990 opgenomen in het National Film Registry. In 2000 verscheen er een fictieve televisiefilm onder de naam Harlan County War die was gebaseerd op de gebeurtenissen in de film.